# Liselund (Antvorskov)
 For alternative betydninger, se Liselund. (Se også artikler, som begynder med Liselund)
Liselund er en kursusejendom og tidligere meninghedsskole og landsted i Antvorskov ved Slagelse.
Liselund opstod i 1812, da godsejeren Constantin Brun frasolgte en haveparcel på 60 tdr. land (33 hektar) af den nyoprettede hovedgård Antvorskov til læge Chr. Anker Wilhelm Guldbrandt, som lod gården Liselund opføre, delvist af munkesten fra det gamle kloster og slot, der helt forsvandt 1816. I midten af 1800-tallet blev det meste af Liselunds jord afhændet til Idagård, og gården blev et landsted.
I 1908 blev Liselund købt af frimenighedspræsten Niels Dael, og den 3.-17. januar 1909 blev det første Vintermøde afholdt på Liselund. Der var tale om et 14-dages møde med 150 deltagere fra hele landet. Dagene fulgte et fast mønster: morgenandagt og bibeltime om formiddagen, foredrag om forskellige emner om eftermiddagen, drøftelser og sangtime om aftenen. Kendte grundtvigske præster og højskolefolk var talere side om side med universitetsprofessorer. I august samme år blev der med lige så stor tilslutning inviteret til et Sommermøde.
Først i vinteren 1911-12 blev menighedsskolen etableret. Det var Niels Daels tanke, at menigheden ikke blot skulle sidde i kirken og lytte til præsten – menigheden skulle sætte sig ind i emner som Bibelen, salmerne, kirkehistorie mm. Menighedsskolen fortsatte sit virke frem til besættelsen 1940. Omkring 20-30 personer deltog hver vinter i 4 måneders undervisning, afbrudt af Vintermødet. Det eksisterende landsted viste sig snart for lille, og i 1918 (kirkesal) og i 1932 (hovedbygning) blev Liselunds nuværende hvidpudsede bygninger i nyklassicisme rejst af arkitekt Johannes Martin Olsen, delvist assisteret af arkitekt Hartmann-Petersen.
Liselund blev i 1944 beslaglagt af værnemagten, som ødelagde inventar, bygninger og haven. Men en stor arbejdsindsats sikrede, at der allerede igen fra august 1946 kunne holdes Sommer- og Vintermøder på Liselund. I de sidste mange år af sit liv fungerede Dael som en slags "biskop" for frimenighederne. Han døde i 1951 og er begravet i Liselunds park. Fra midten af 1950'erne har andre institutioner afholdt kurser og møder på Liselund, men stedet har stadig tilknytning til den grundtvigianske bevægelse, og der holdes fremdeles kirkelige møder.